# Balanophyllia
Genre
Balanophyllia est un genre de scléractiniaires (coraux durs).

## Liste des espèces
Balanophyllia comprend les espèces suivantes : 
| Selon ITIS (21 juin 2015) : - Balanophyllia bairdiana Milne-Edwards & Haime, 1848 - Balanophyllia bayeri Cairns, 1979 - Balanophyllia bonaespei Van der Horst, 1938 - Balanophyllia buccina Tenison-Woods, 1878 - Balanophyllia capensis Verrill, 1865 - Balanophyllia caribbeana Cairns, 1977 - Balanophyllia carinata Semper, 1872 - Balanophyllia cedrosensis Durham, 1947 - Balanophyllia cellulosa Duncan, 1873 - Balanophyllia chnous Squires, 1962 - Balanophyllia corniculans Alcock, 1902 - Balanophyllia cornu Moseley, 1881 - Balanophyllia crassiseptum Cairns & Zibrowius, 1997 - Balanophyllia crassitheca Cairns, 1995 - Balanophyllia cumingii Milne-Edwards & Haime, 1848 - Balanophyllia cyathoides De Pourtalès, 1871 - Balanophyllia dentata Tenison-Woods, 1879 - Balanophyllia desmophyllioides Vaughan, 1907 - Balanophyllia diademata Van der Horst, 1927 - Balanophyllia diffusa Harrison & Poole, 1909 - Balanophyllia dilatata Dennant, 1904 - Balanophyllia dineta Cairns, 1977 - Balanophyllia diomedeae Vaughan, 1907 - Balanophyllia dubia Semper, 1872 - Balanophyllia eguchi Wells, 1982 - Balanophyllia elegans Verrill, 1864 - Balanophyllia elliptica Tenison-Woods, 1878 - Balanophyllia elongata Moseley, 1881 - Balanophyllia europaea Risso, 1826 - Balanophyllia floridana De Pourtalès, 1868 - Balanophyllia galapagensis Vaughan, 1907 - Balanophyllia gemma Moseley, 1881 - Balanophyllia gemmifera Klunzinger, 1879 - Balanophyllia generatrix Cairns & Zibrowius, 1997 - Balanophyllia gigas Moseley, 1881 - Balanophyllia hadros Cairns, 1979 - Balanophyllia imperialis Kent, 1871 - Balanophyllia incisa Crossland, 1952 - Balanophyllia iwayamaensis Abe, 1938 - Balanophyllia laysanensis Vaughan, 1907 - Balanophyllia malouiensis Squires, 1961 - Balanophyllia merguiensis Duncan, 1889 - Balanophyllia palifera De Pourtalès, 1878 - Balanophyllia parallela Semper, 1872 - Balanophyllia parvula Moseley, 1881 - Balanophyllia pittieri Vaughan, 1919 - Balanophyllia ponderosa Van der Horst, 1926 - Balanophyllia profundicella Gardiner, 1899 - Balanophyllia rediviva Moseley, 1881 - Balanophyllia regalis Alcock, 1893 - Balanophyllia regia Gosse, 1860 - Balanophyllia scabra Alcock, 1893 - Balanophyllia scabrosa Dana, 1846 - Balanophyllia serrata Cairns & Zibrowius, 1997 - Balanophyllia stimpsonii Verrill, 1865 - Balanophyllia taprobanae Bourne, 1905 - Balanophyllia tenuis Van der Horst, 1922 - Balanophyllia teres Cairns, 1994 - Balanophyllia thalassae Zibrowius, 1980 - Balanophyllia wellsi Cairns, 1977 - Balanophyllia yongei Crossland, 1952 | Selon World Register of Marine Species (21 juin 2015) : - sous-genre Balanophyllia (Balanophyllia) Wood, 1844 - Balanophyllia bairdiana Milne Edwards & Haime, 1848 - Balanophyllia bayeri Cairns, 1979 - Balanophyllia bonaespei Van der Horst, 1938 - Balanophyllia capensis Verrill, 1865 - Balanophyllia cedrosensis Durham, 1947 - Balanophyllia cellulosa Duncan, 1873 - Balanophyllia chnous Squires, 1962 - Balanophyllia corniculans Alcock, 1902 - Balanophyllia cornu Moseley, 1881 - Balanophyllia crassiseptum Cairns & Zibrowius, 1997 - Balanophyllia crassitheca Cairns, 1995 - Balanophyllia cumingii Milne Edwards & Haime, 1848 - Balanophyllia cyathoides Pourtalès, 1871 - Balanophyllia dentata Tenison-Woods, 1879 - Balanophyllia desmophyllioides Vaughan, 1907 - Balanophyllia diademata Van der Horst, 1927 - Balanophyllia diffusa Harrison & Poole, 1909 - Balanophyllia dilatata Dennant, 1904 - Balanophyllia dineta Cairns, 1977 - Balanophyllia diomedeae Vaughan, 1907 - Balanophyllia dubia Semper, 1872 - Balanophyllia elegans Verrill, 1864 - Balanophyllia europaea Risso, 1826 - Balanophyllia floridana Pourtalès, 1868 - Balanophyllia galapagensis Vaughan, 1907 - Balanophyllia gemma Moseley, 1881 - Balanophyllia gemmifera Klunzinger, 1879 - Balanophyllia generatrix Cairns & Zibrowius, 1997 - Balanophyllia gigas Moseley, 1881 - Balanophyllia hadros Cairns, 1979 - Balanophyllia helenae Duncan, 1876 - Balanophyllia iwayamaensis Abe, 1938 - Balanophyllia japonica Cairns, 2001 - Balanophyllia javaensis Cairns, 2001 † - Balanophyllia kalakauai Wright, 1882 - Balanophyllia laysanensis Vaughan, 1907 - Balanophyllia malouinensis Squires, 1961 - Balanophyllia merguiensis Duncan, 1889 - Balanophyllia palifera Pourtalès, 1878 - Balanophyllia parallela Semper, 1872 - Balanophyllia parvula Moseley, 1881 - Balanophyllia pittieri Vaughan, 1919 - Balanophyllia profundicella Gardiner, 1899 - Balanophyllia rediviva Moseley, 1881 - Balanophyllia regia Gosse, 1853 - Balanophyllia scabra Alcock, 1893 - Balanophyllia scabrosa Dana, 1846 - Balanophyllia serrata Cairns & Zibrowius, 1997 - Balanophyllia spongiosa Cairns, 2004 - Balanophyllia striata Duncan, 1876 - Balanophyllia taprobanae Bourne, 1905 - Balanophyllia tenuis Van der Horst, 1922 - Balanophyllia thalassae Zibrowius, 1980 - Balanophyllia ukrainensis Cairns, 2001 † - Balanophyllia vanderhorsti Cairns, 2001 - Balanophyllia wellsi Cairns, 1977 - Balanophyllia yongei Crossland, 1952 - sous-genre Balanophyllia (Eupsammia) Milne Edwards & Haime, 1848 - Balanophyllia caribbeana Cairns, 1977 - Balanophyllia carinata Semper, 1872 - Balanophyllia imperialis Kent, 1871 - Balanophyllia pittieri Vaughan, 1919 - Balanophyllia regalis Alcock, 1893 - Balanophyllia stimpsonii Verrill, 1865 - Balanophyllia calyculus Wood, 1844 † |

## Philatélie
Ce corail figure sur une émission d'Israël de 1986 (valeur faciale : 30 s).

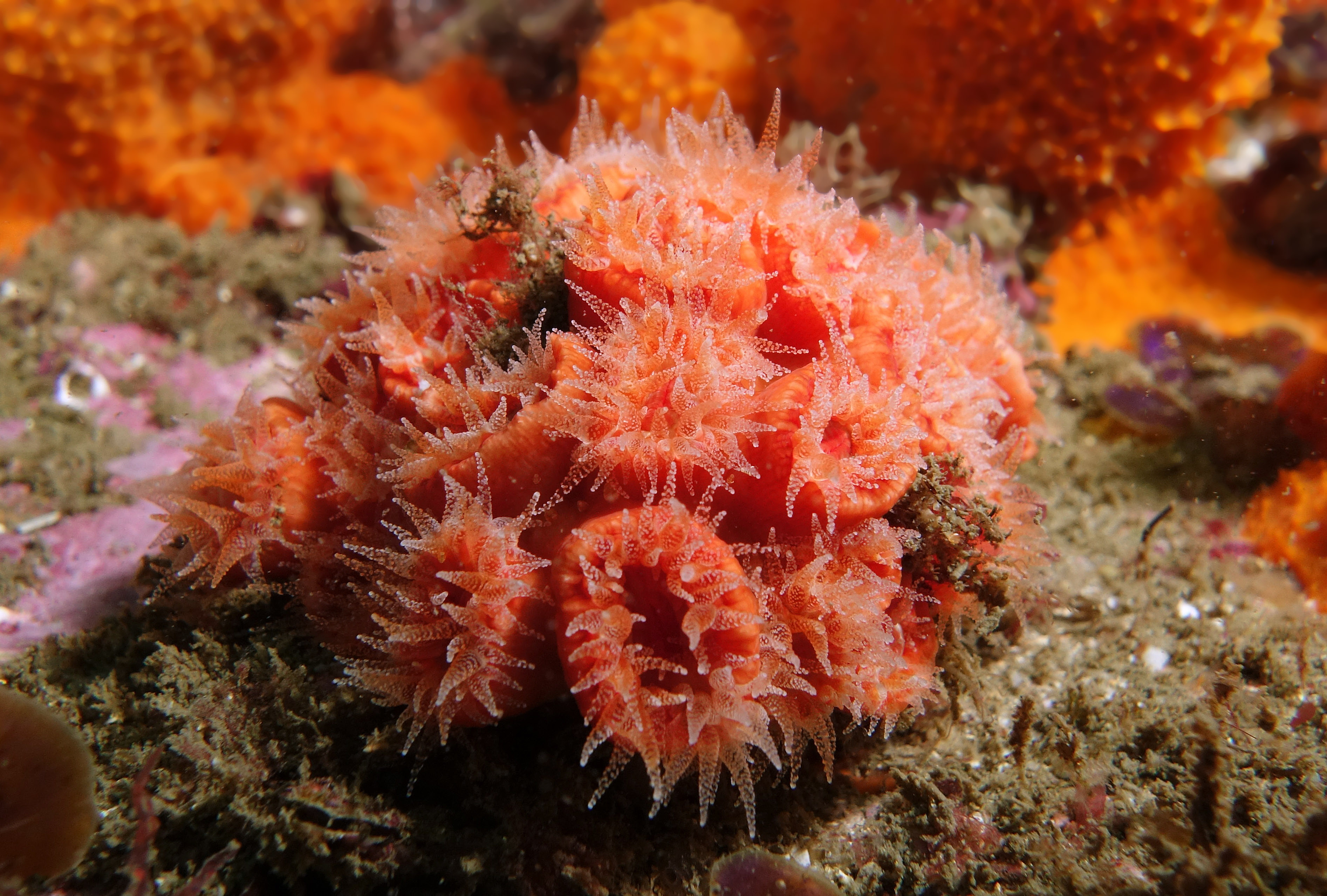
Balanophyllia bairdiana
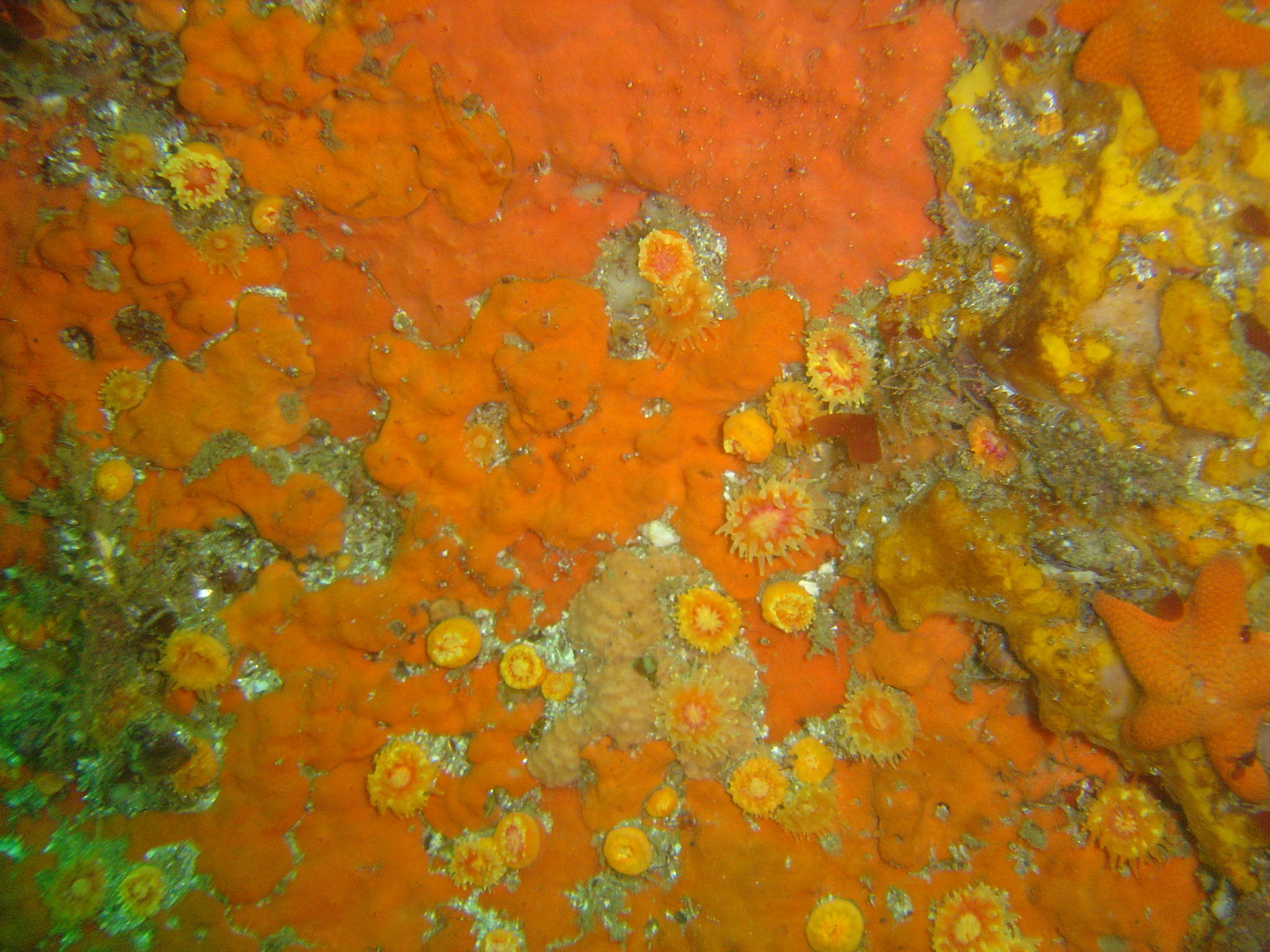
Balanophyllia bonaespei
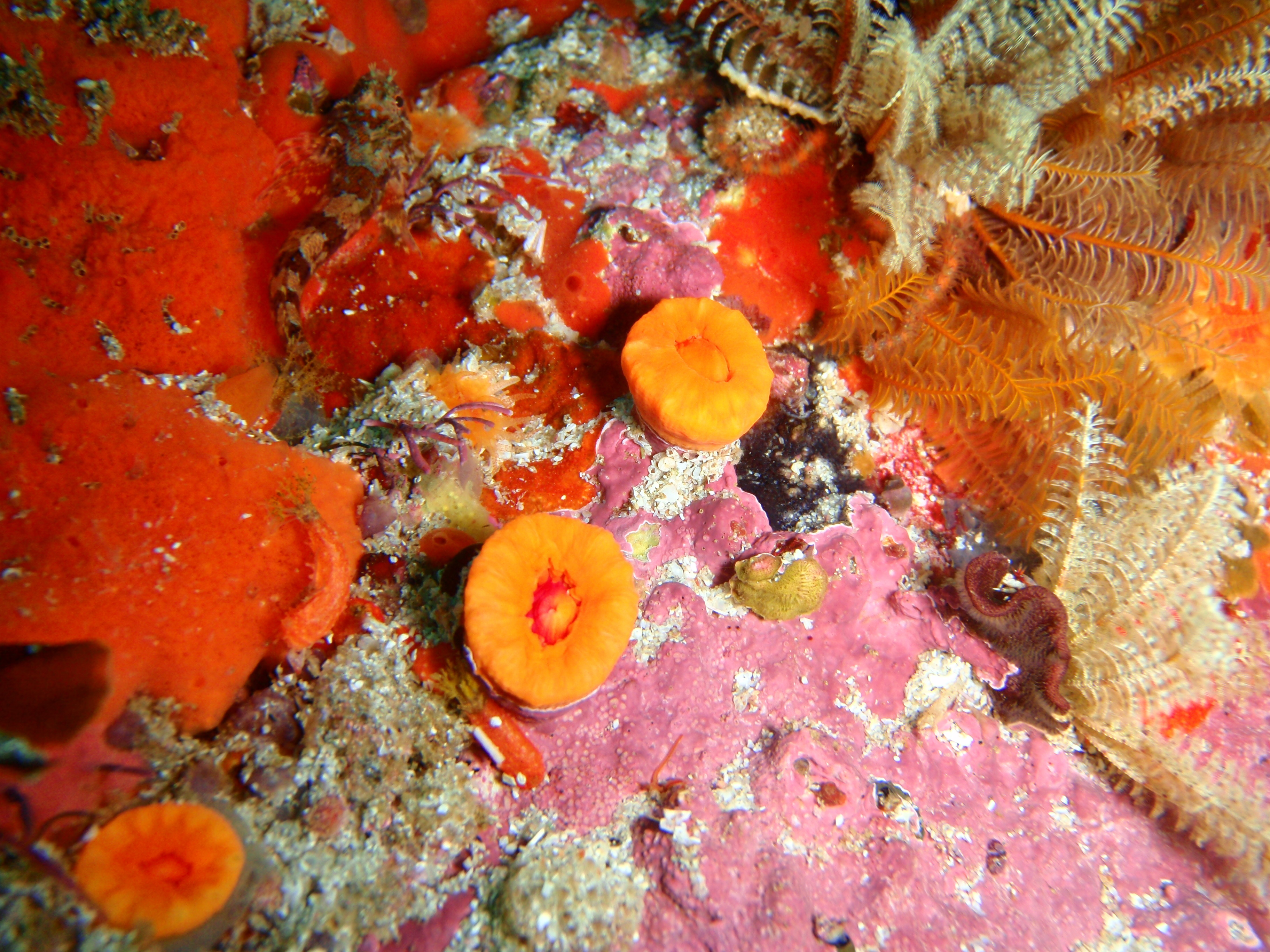
Balanophyllia bonaespei
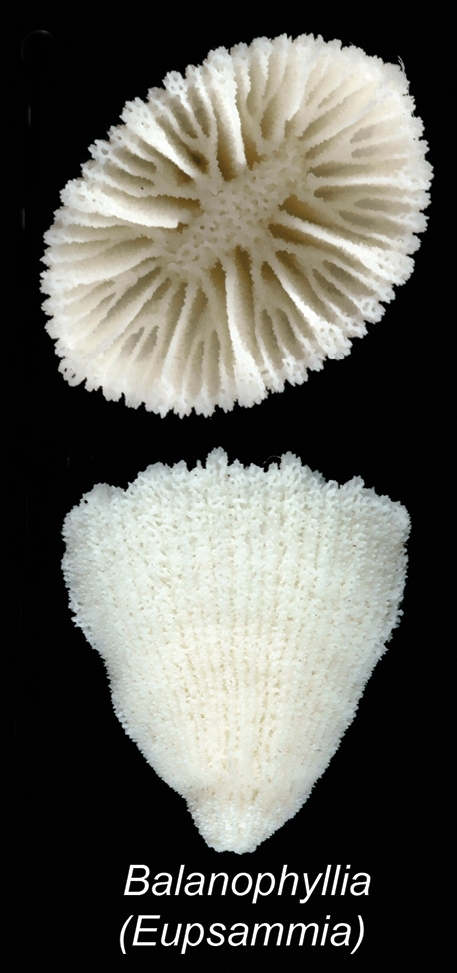
Balanophyllia carinata
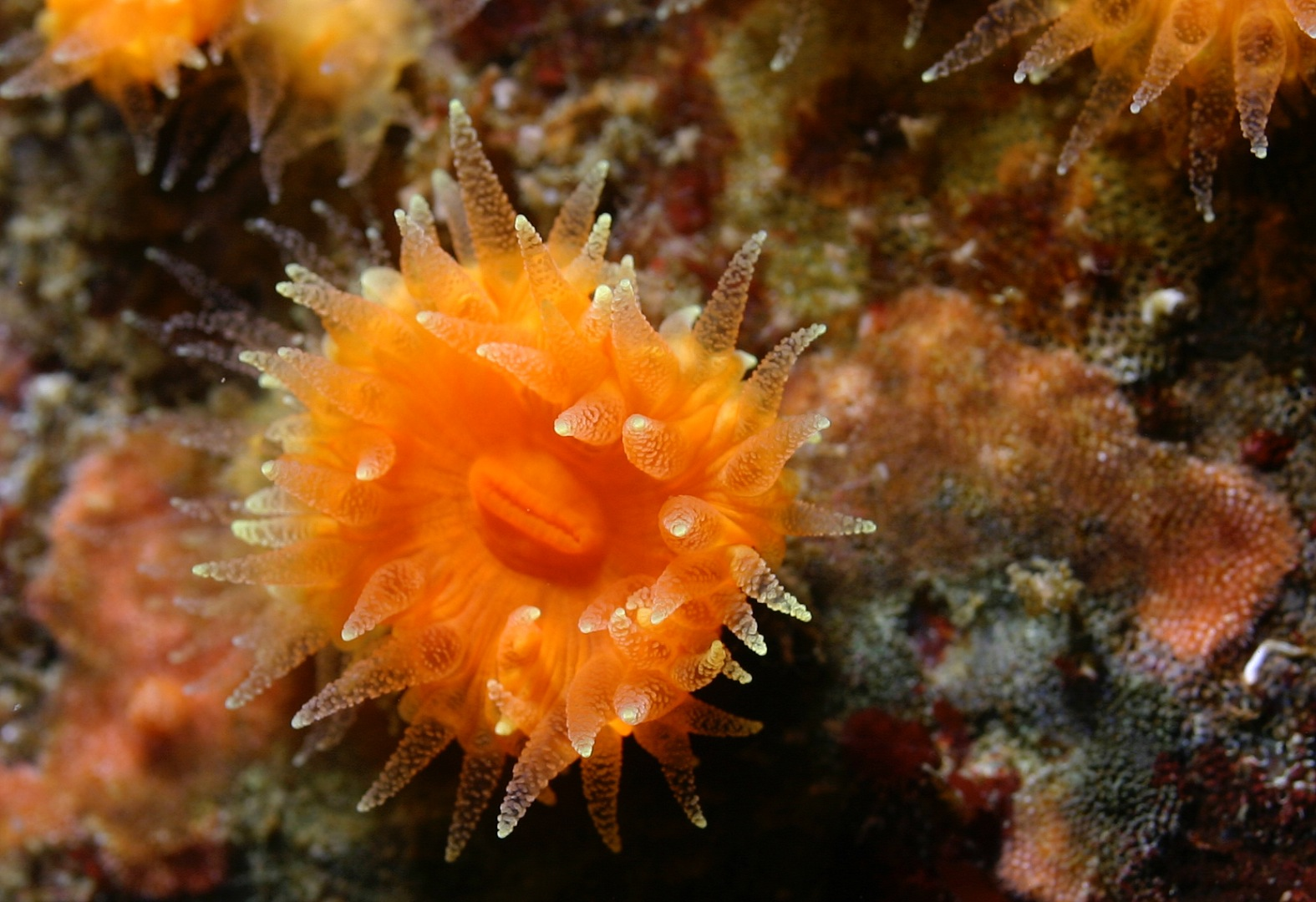
Balanophyllia elegans
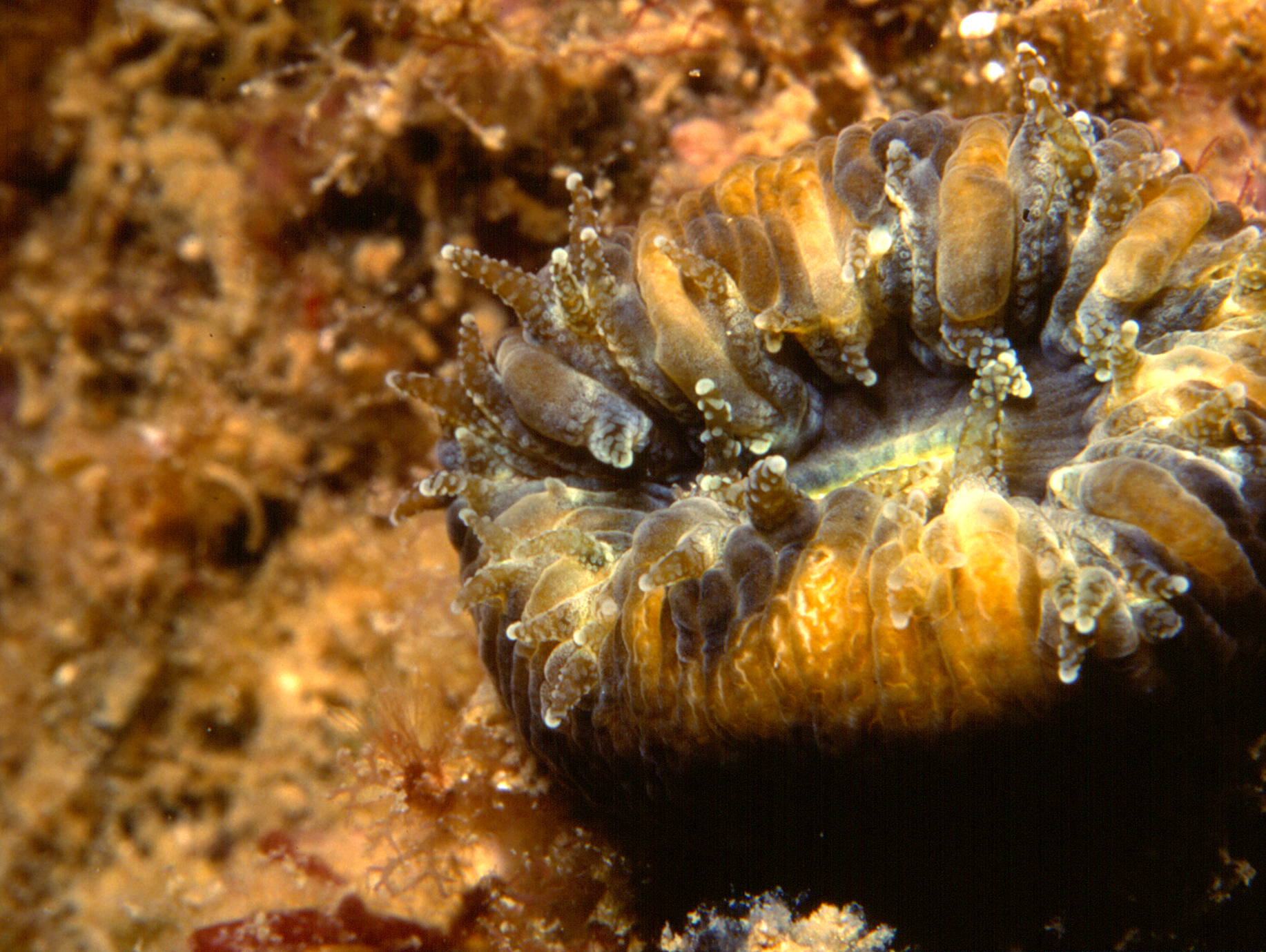
Balanophyllia europaea
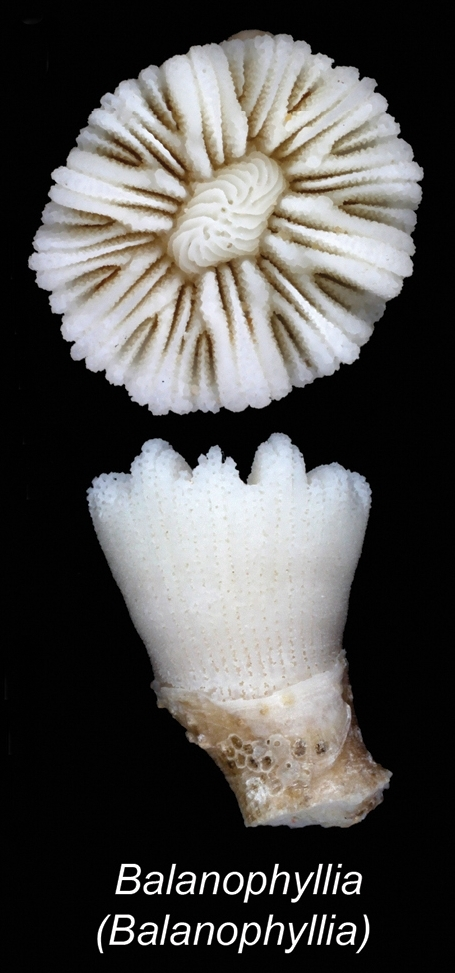
Balanophyllia laysanensis